# میشل ژازی
میشل ژازی (فرانسوی: Michel Jazy‎؛ ۱۳ ژوئن ۱۹۳۶ – ۱ فوریهٔ ۲۰۲۴) دونده دو نیمه‌استقامت اهل فرانسه بود.